# Від шосе (фільм, 1925)
«Від шосе» (англ. Off the Highway) — американська драма режисера Тома Формана 1925 року.

## Сюжет
Багатий скнара живе зі своєю слугою, який виглядає так само, як він. Його племінник, вибрав свою кар'єру художника, а не бізнесмена, як цього хоче його дядько. Одного разу скнара прокидається і знаходить свого слугу мертвим. Він вирішує прикинутись слугою і дізнатися, що його родичі думають про нього.

## У ролях
- Вільям В. Монг — Калеб Фрай / Таттерлі
- Маргаріт Де Ла Мотт — Елла Таррант
- Джон Бауерс — Дональд Бретт
- Чарльз К. Джеррард — Гектор Кіндон
- Джино Коррадо — Реббітт
- Чарльз А. Пост — Грізлі
- Джозеф Суїкерд — Майстер